# جون كولينز (عازف قيثارة جاز)
جون كولينز (بالإنجليزية: John Collins)‏ هو عازف جاز أمريكي، ولد في 20 سبتمبر 1913 في مونتغومري في الولايات المتحدة، وتوفي في 4 أكتوبر 2001 في لوس أنجلوس في الولايات المتحدة بسبب سرطان.

## وصلات خارجية
- جون كولينز على موقع ميوزك برينز (الإنجليزية)
- جون كولينز على موقع أول ميوزيك (الإنجليزية)
- جون كولينز على موقع ديسكوغز (الإنجليزية)